# Szereg 1 + 2 + 4 + 8 + …
Szereg 1 + 2 + 4 + 8 + … – nieskończony szereg, którego wyrazy są kolejnymi potęgami liczby 2. Jako szereg geometryczny, jest on opisany przez pierwszy wyraz szeregu, równy 1, oraz iloraz szeregu geometrycznego, równy 2. Jako szereg liczb rzeczywistych jest on rozbieżny, czyli z definicji jego suma nie istnieje. W znacznie szerszym sensie, z tym szeregiem jest skojarzona inna liczba oprócz {\displaystyle \infty ,} a mianowicie {\displaystyle -1.}

## Sumowanie
Sumy cząstkowe szeregu {\displaystyle 1+2+4+8+\ldots } to {\displaystyle 1,3,7,15,\dots ;} rosną one do nieskończoności, tak jak szereg. Dlatego też każda regularna metoda sumowania, w tym sumowalność metodą Cesàro i sumowalność metodą Abela, prowadzi do nieskończonych wyników.
Z drugiej strony istnieje przynajmniej jedna użyteczna metoda, która sumuje {\displaystyle 1+2+4+8+\ldots } do wartości skończonej równej {\displaystyle -1.} Skojarzony szereg potęgowy
{\displaystyle f(x)=1+2x+4x^{2}+8x^{3}+\ldots +2^{n}{}x^{n}+\ldots ={\frac {1}{1-2x}}}
ma promień zbieżności równy {\displaystyle {\tfrac {1}{2}},} czyli nie jest zbieżny dla {\displaystyle x=1.} Niemniej jednak tak zdefiniowana funkcja {\displaystyle f} posiada unikalne przedłużenie analityczne na płaszczyźnie zespolonej bez ograniczenia do {\displaystyle x={\tfrac {1}{2}},} i jest ono zdefiniowane przez tę samą regułę {\displaystyle f(x)={\frac {1}{1-2x}}.} Ponieważ {\displaystyle f(1)=-1,} to można powiedzieć, że pierwotny szereg {\displaystyle 1+2+4+8+\ldots } jest {\displaystyle (E)} sumowalny do −1, zaś −1 to {\displaystyle (E)} suma tego szeregu.
Niemalże identycznym sposobem jest rozważenie szeregu potęgowego, w którym wszystkie współczynniki są równe 1, tj.
{\displaystyle 1+y+y^{2}+y^{3}+\ldots ={\frac {1}{1-y}}}
i podstawienie {\displaystyle y=2.} Oczywiście oba te szeregi są ze sobą w relacji przez zamianę zmiennych {\displaystyle y=2x.}
Fakt, że {\displaystyle (E)} sumowanie przypisuje skończoną wartość do {\displaystyle 1+2+4+8+\dots ,} że ogólna metoda nie jest całkowicie regularna. Z drugiej strony posiada ona pewne pożądane własności metody sumacyjnej, włączając w to stabilność i liniowość. Właściwie to dwa ostatnie aksjomaty powodują, ze suma szeregu wynosi {\displaystyle -1,} ponieważ powodują, że następujące przekształcenia są poprawne
{\displaystyle {\begin{aligned}s&=1+2+4+8+\ldots \\[1em]&=1+2(1+2+4+8+\ldots )\\[1em]&=1+2s\end{aligned}}}
w użytecznym sensie, {\displaystyle s=\infty } jest pierwiastkiem równania {\displaystyle s=1+2s.} (Na przykład {\displaystyle \infty } jest jednym z dwóch punktów stałych funkcji homograficznej {\displaystyle z\to 1+2z} na sferze Riemanna). Jeśli jest znana jakaś metoda sumowania, która zwraca zwykłą liczbę dla {\displaystyle s,} tj. nie {\displaystyle \infty ,} to jest ona łatwa do określenia. W tym przypadku {\displaystyle s} może być odjęte od obu stron równości, dając {\displaystyle 0=1+s,} skąd {\displaystyle s=-1}.
W zbiorze liczb 2-adycznych {\displaystyle (\mathbf {Q} _{2})} szereg {\displaystyle 1+2+4+8+\ldots } jest zbieżny do liczby {\displaystyle -1}. Wynika to z tego, że dla ilorazu szeregu geometrycznego {\displaystyle q=2} jego wartość bezwzględna {\displaystyle \left\vert 2\right\vert _{2}={\tfrac {1}{2}},} czyli spełniony jest warunek zbieżności we wzorze na sumę tego szeregu.